# Boučí
Boučí (německy Pichelberg) je malá vesnice, část obce Dolní Nivy v okrese Sokolov v Karlovarském kraji. Nachází se asi 3,5 kilometru západně od Dolních Niv. Je zde evidováno 37 adres. V roce 2011 zde trvale žilo 35 obyvatel.
Boučí je také název katastrálního území o rozloze 4,62 km².

## Historie
První písemná zmínka o vesnici pochází z roku 1268. Pravděpodobně na počátku 13. století zde vznikla tvrz. Roku 1318 je jejím majitelem uváděn Merlin z Pichtelberka z vedlejší větve Hartenberků. Dalšími majiteli byli Hartenberkové až do roku 1658, kdy ves koupili Nosticové.

## Přírodní poměry
Boučí se rozkládá na jižních svazích Krušných hor upadajících do Sokolovské pánve. Do jihozápadní části katastrálního území Boučí zasahuje východní okraj podkrušnohorské výsypky, která vznikla navezením skrývkových hmot z hnědouhelného lomu Jiří. Nad okrajem výsypky protéká Hluboký potok, do kterého se vlévá Boučský potok.

### Hornictví
Od středověku se v okolí Boučí dobývala z křemenných žil ve svorech krušnohorsko-smrčinského krystalinika olověná ruda. Nejvydatnějšími byly doly Felix (Felixzeche) a Bartoloměj (Bartolomäi Zeche).
V letech 1947–1948 probíhal na svazích Boučského vrchu (667 metrů) průzkum na uranovou rudu, která zde byla následně těžena v letech 1950–1951. Celkem zde byly získány asi tři tuny uranu.

## Obyvatelstvo
| Rok            | 1869 | 1880 | 1890 | 1900 | 1910 | 1921 | 1930 | 1950 | 1961 | 1970 | 1980 | 1991 | 2001 | 2011 | 2021 |
| -------------- | ---- | ---- | ---- | ---- | ---- | ---- | ---- | ---- | ---- | ---- | ---- | ---- | ---- | ---- | ---- |
| Počet obyvatel | 524  | 483  | 446  | 478  | 486  | 465  | 539  | 174  | 162  | 120  | 60   | 22   | 29   | 35   | 57   |
| Počet domů     | 86   | 92   | 93   | 93   | 93   | 91   | 102  | 107  | -    | 36   | 21   | 10   | 12   | 14   | 18   |

## Obecní správa
Při sčítání lidu v letech 1850–1873 Boučí bylo osadou městyse Svatava v okrese Falknov. V letech 1874–1959 bylo samostatnou obcí v okrese Sokolov (v letech 1880–1910 Falknov a v letech 1921–1930 Falknov nad Ohří). Od roku 1960 je částí obce Dolní Nivy v okrese Sokolov. V letech 1890–1952 k obci patřily Nové Domy.

## Pamětihodnosti
- Tvrziště – zbytky tvrze byly odstraněny na počátku 19. stolení a na jejích základech postaven dům čp. 57.[8][16]
- Kaplička neznámého zasvěcení (snad svatého Floriána) zrenovovaná roku 2009.[17]